# Lina von Sydow
Lina von Sydow, född 25 januari 1967 i Uppsala, är en svensk professor i beräkningsvetenskap vid Institutionen för informationsteknologi vid Uppsala universitet. Hon är även sektionsdekan för den matematisk-datavetenskapliga sektionen sedan 1 juli 2023.
Hennes forskning inom beräkningsvetenskap rör frågeställningar inom finans och ismodellering.